# Oskar Schlemmer
Oskar Schlemmer (n. 4 septembrie 1888, Stuttgart – d. 13 aprilie 1943, Baden-Baden) a fost un pictor, sculptor și scenograf german.

## Prezentare generală a artistului
A tematizat în operele sale poziționarea spațială a figurii umane. În perioada sa creativă maximă (1920-1932), fiind parte a grupului artiștilor ai mișcării Bauhaus, a creat numeroase tablouri de figuri stereometrice, precum și de grupuri întrepătrunse, în a căror așezare geometrică în spațiu se întrevăd tendințele unei armonizări universale. Opera sa a fost inaccesibilă datorită certurilor și atitudinii  celor care au moștenit drepturile de autor. Opera lui Oskar Schlemmer intră însă din 2013 în domeniul public.

## Galerie

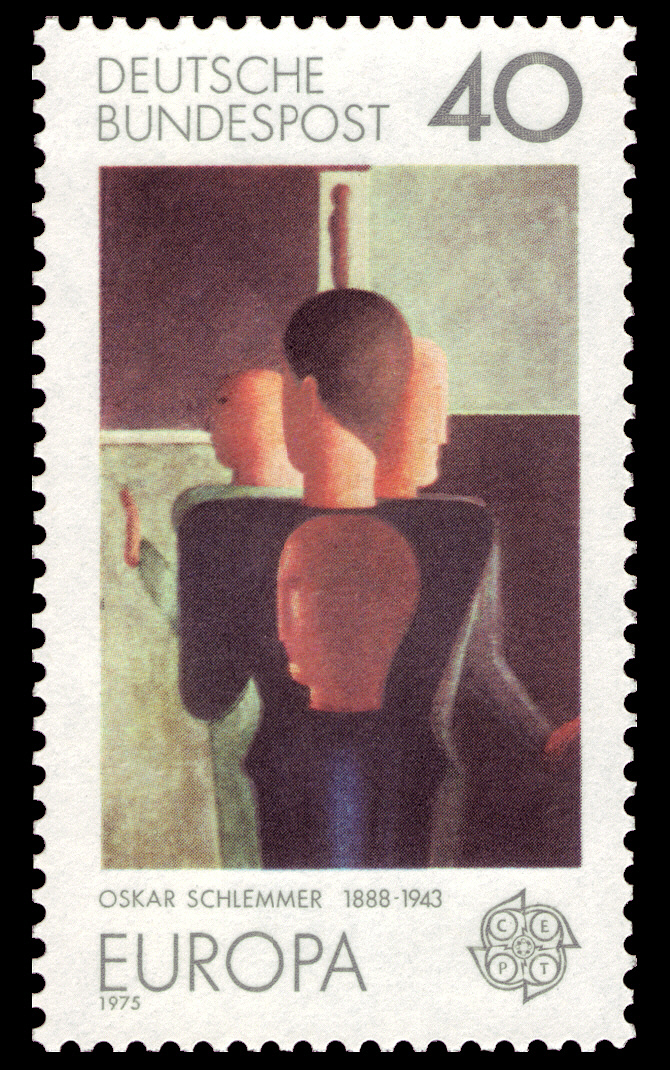
Timbru al Poștei Federale Germane, conținând pictura Konzentrische Gruppe (în română Grupă concentrică).
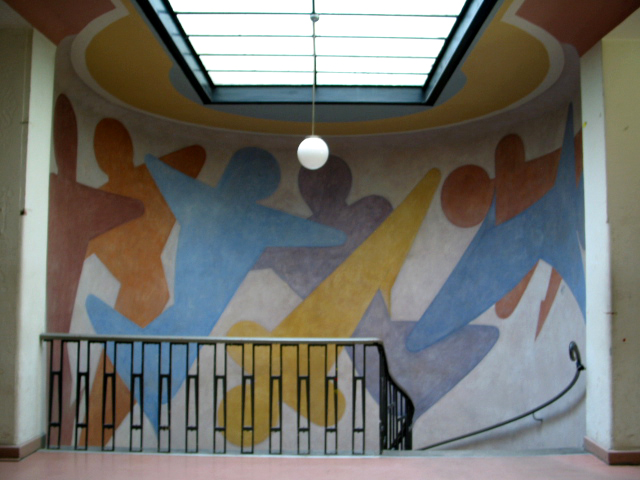
Frescă în casa scărilor a clădirii Van-de-Velde (atelierul institutului Bauhaus).
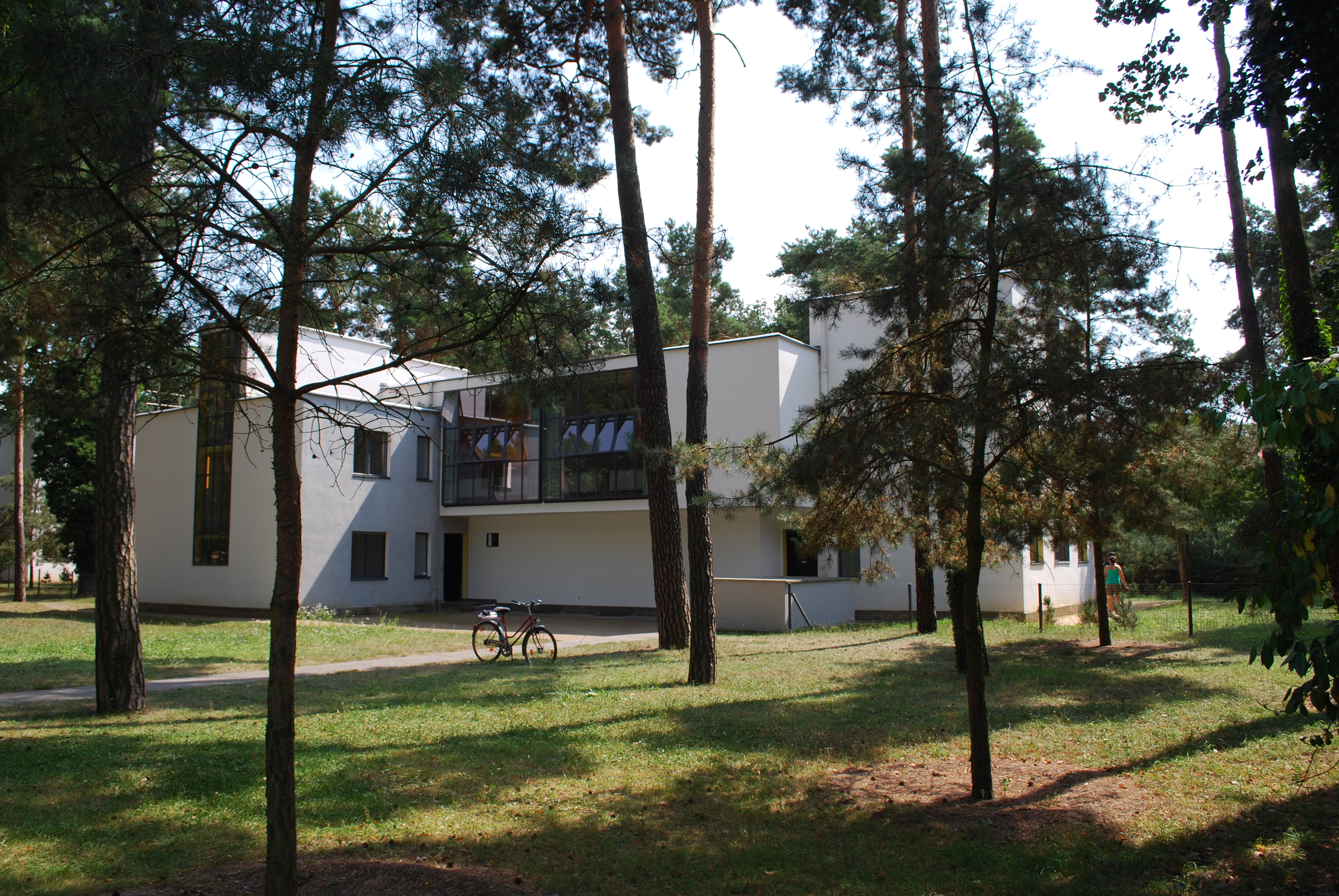
Casă în stil Baushaus, în care a locuit Oskar Schlemmer. În Dessau.
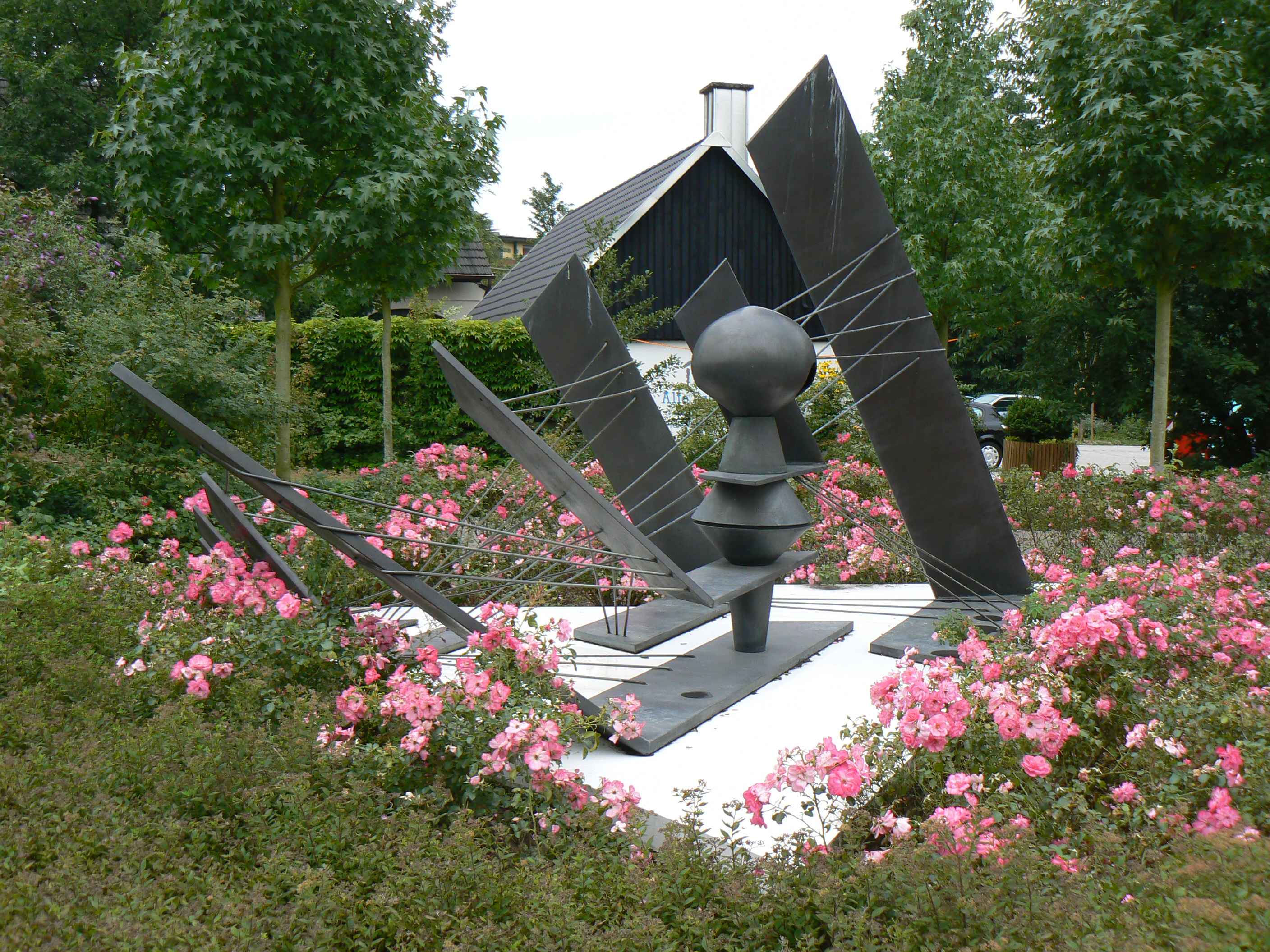
Sculptură de Gerlinde Beck, în Marl (Germania), în onoarea lui Schlemmer.